# Хроника любви и смерти
«Хроника любви и смерти» (яп. 愛と死の記録: ай то си но кироку; англ. A Record of Love and Death / The Heart of Hiroshima) — японский чёрно-белый фильм-драма, поставленный режиссёром Корэёси Курахарой в 1966 году.

## Сюжет
Зловещая тень американских бомбардировщиков, сбросивших атомную бомбу на Хиросиму, легла на всю жизнь двадцатилетнего Юкио. В тот страшный день погибли его родители, а сам он заболел лучевой болезнью. И вот теперь, когда Юкио полюбил Кадзуэ и вместе с ней стал строить планы, ему особенно больно и страшно вспоминать о прошлом… Неожиданно болезнь обостряется, Юкио умирает. Не перенеся потери любимого, Кадзуэ кончает жизнь самоубийством. А в газете об этой трагедии двадцатилетних появляется лишь несколько коротких строк сообщения…

## В ролях
- Саюри Ёсинага — Кадзуэ Мацуэ
- Тэцуя Ватари — Юкио Михара
- Идзуми Асикава — соседская девчонка
- Акира Накао — Фудзии
- Каору Хама — Фумико
- Горо Таруми — брат Кадзуэ
- Тиэко Мисаки — мать Кадзуэ
- Дзюкити Уно — бывший учитель

## Премьеры
- — национальная премьера фильма состоялась 17 сентября 1966 года[1].
- — с 20 марта 1972 года кинолента демонстрировалась в прокате СССР, дублирован на к/ст. им. М. Горького[комм. 1][2]

## Награды и номинации
Кинопремия «Голубая лента»
- 17-я церемония награждения (за 1966 год)[3]

- премия дебютанту года — Тэцуя Ватари

Премия журнала «Кинэма Дзюмпо» (1967)
- Номинация на премию за лучший фильм 1966 года, однако по результатам голосования занял лишь 11-е место.

## Комментарии
1. ↑  В советском прокате фильм демонстрировался с 20 марта 1972 года, р/у Госкино СССР № 2006/71 (до 15 января 1978 года) — опубликовано: «Аннотированный каталог фильмов, выпущенных в 1972 году», Инф.-рекл. бюро упр. кинофикации и кинопроката комитета Совета министров СССР по кинематографии, М.-1973, стр. 95.